# Новая Россия (газета, Харьков)
«Но́вая Росси́я» — харьковская ежедневная кадетская газета, которая издавалась на русском языке с 10 декабря 1918 по 3 декабря 1919 гг. Выходила «во все дни, кроме дней послепраздничных». Закрыта большевиками.

## Адрес типографии и главной конторы
Главная контора газеты размещалась по адресу: Харьков, Пушкинская, 31. Для печати наиболее часто использовалась, кроме собственной, типография потребительского общества «Харьковский взаимокредит».

## Периоды изданий

### Первый период издания
Издавалась с декабря 1918 года по 3 января 1919 года. 4 января газета в продажу не вышла, так как была закрыта большевиками после вступления в Харьков частей РККА 3 января 1919 года:180. Всего за этот период вышел 21 номер.

### Второй период издания
Вторично газета открылась 25 июня 1919 года, после вступления в Харьков войск Добровольческой Армии. В этот день был выпущен односторонний экстренный выпуск. Со следующего дня газета издавалась регулярно. Последний номер датирован 3 декабря (20 ноября по старому стилю) 1919 года. В июне—ноябре (декабре) 1919 года наряду с газетами «Южный край» и «Полдень» была одним из основных печатных органов Вооруженных сил Юга России в Харькове.С начала второго издания даты в газете применялись по старому стилю. Всего в этот период вышли номера с 22 по 153. Газета издавалась как правило на стандартном формате А2 либо на нестандартных урезанных форматах меньше А2 но больше А3. Содержала приказы и распоряжения официальных властей Харькова, публицистические статьи, частные объявления, телеграммы и сводки с фронтов и др. информацию.
Газеты была окончательно закрыта большевиками после вступления в город частей РККА в декабре 1919 года.

## Редколлегия
Главный редактор в июне-ноябре 1919 года, профессор математики Харьковского императорского университета В. Х. Даватц:180. Издатель и ведущий редактор — профессор А. В. Маклецов:200.

## Сохранность до наших дней
В настоящий момент часть оригинальных номеров газеты «Новая Россия» сохранилась в библиотеках Харькова, Киева и Санкт-Петербурга.